# Ithomia pseudo-agalla
Ithomia pseudo-agalla är en fjärilsart som beskrevs av Hans Rebel 1901. Ithomia pseudo-agalla ingår i släktet Ithomia och familjen praktfjärilar. Inga underarter finns listade i Catalogue of Life.